# مارستان سيدي فرج
مَارِستَان سيدي فرج ويُعرف أيضًا باسم مَارِستَان فاس هو مارستانٌ تاريخي شيده السلطان المريني أبو يعقوب يوسف الناصر في مدينة فاس في المغرب عام 685 هجريًا المُوافق 1286 ميلاديًا. وقد كان لفترةٍ طويلةٍ معلمًا حضاريًا يعتز به سكان فاس، ويُعتبر أقدم وأشهر وأهم مارستانٍ في المدينة، وواحدًا من أشهر وأهم المارستانات في المغرب، حيث زارهُ قديمًا عددٌ من كبار علماء الطب في ذلك الوقت.
اعتمدتْ المواردُ المالية للمارستان على عائدات أراضي الأَحْباسِ والعطاءات والهِبَات التي يُقدمها الأفراد، حيثُ استخدمت هذه الموارد في بناء المارستان وصيانته والحفاظ عليه. بنيَ المارستان على الطراز المعماري المريني المُستوحى من العمارة الأندلسية، ويتكون من طابقين وحديقةٍ تتوسطها شجرتان معمرتان، بالإضافة إلى مسجدٍ في داخله، فيما كان جدارٌ أبيضٌ ذو بابٍ عالٍ مُغطىً بالحديد يُحيط بالمبنى كله. أُعيد ترميمُ المارستان في عهد السُلطان أبي الحسن المريني، كما أُدخلت عليه بعض التحسينات في عهد السلطانِ أبي عِنان المريني.
كان يُشرف على تنظيم المارستان ناظرٌ يساعده كاتبٌ ويتولى ناظر الأَحْباسِ مهمة مراقبة صرف الأموال، كما كان المارستان يضمُ أطباء ومُساعدين وحُراس وطباخين وفقيهًا واحدًا. يُعرف من هؤلاء الموظفين اثنان من نُظَّار المارستان خلال العصر المريني، هما أبو فارس عبد العزيز بن محمد القروي ومحمد بن قاسم بن أبي بكر القرشي المالقي. كما أنَّ الحسن الوزان كان قد عمل كاتبًا في المارستان لمدة عامين وكان ذلك في بداية القرن السادس عشر الميلادي، كما ساعدت كتابته في بيان حال المارستان في تلك الفترة.
كانت تُمارس تخصصاتٌ طبيةٌ مُتعددةٌ في مارستان سيدي فرج، واستمر ذلك حتى القرن الخامس عشر حيثُ اقتصر على التعامل مع المرضى النفسيين فقط. يُعد مارستان سيدي فرج واحدًا من أقدم مستشفيات الأمراض النفسية في العالم، وقد يكون أول نموذجٍ لمستشفىً للأمراض النفسية في العالم. كان العلاج فيه يعتمدُ على نوباتٍ موسيقيةٍ أندلسية تُقدمها فرقةٌ موسيقيةٌ ضمن طاقم عمل المارستان. لعب المارستان دورًا اجتماعيًا أيضًا، حيثُ كان المسؤولون يقومون بتوزيع الملابس والأكل على الفقراء والمحتاجين، ويُنفق على غسل وتكفين الغُرباء والفقراء من الموتى. كما كان للمارستان وظيفةٌ غريبةٌ تمثلت في عمله مشفىً وملجأً لطيور اللقلق.
في أواخر القرن الخامس عشر قام السُلطان المريني أبو سعيد عثمان ببيع ورهن ممتلكات المارستان من أجل تجهيز الجيش، مما أدى إلى تدهور حالة المارستان. وبحلول القرن التاسع عشر، كان هذا التدهور واضحًا بسبب الحكم الاستعماري. استمر مارستان سيدي فرج في العمل حتى عام 1364 هجريًا المُوافق 1944 ميلاديًا. وفي عام 1951م، أعادت السلطات الاستعمارية الفرنسية فتح مارستانٍ جديدٍ في موقع مختلف يعمل وفقًا للنظريات النفسية الغربية الحديثة، ونقل إليه مرضى المارستان القديم.
في عام 1978م حولَّ مارستان سيدي فرج إلى الإدارة العمومية، وفيما بعد أصبح موقع المارستان الأصلي قيساريةً يضم متاجر مختلفة تباع فيها الملابس والأثاث المنزلي حتى يومنا هذا، وتُستعمل غرف المارستان حاليًا في بيع الفخار والحناء.

## الموقع

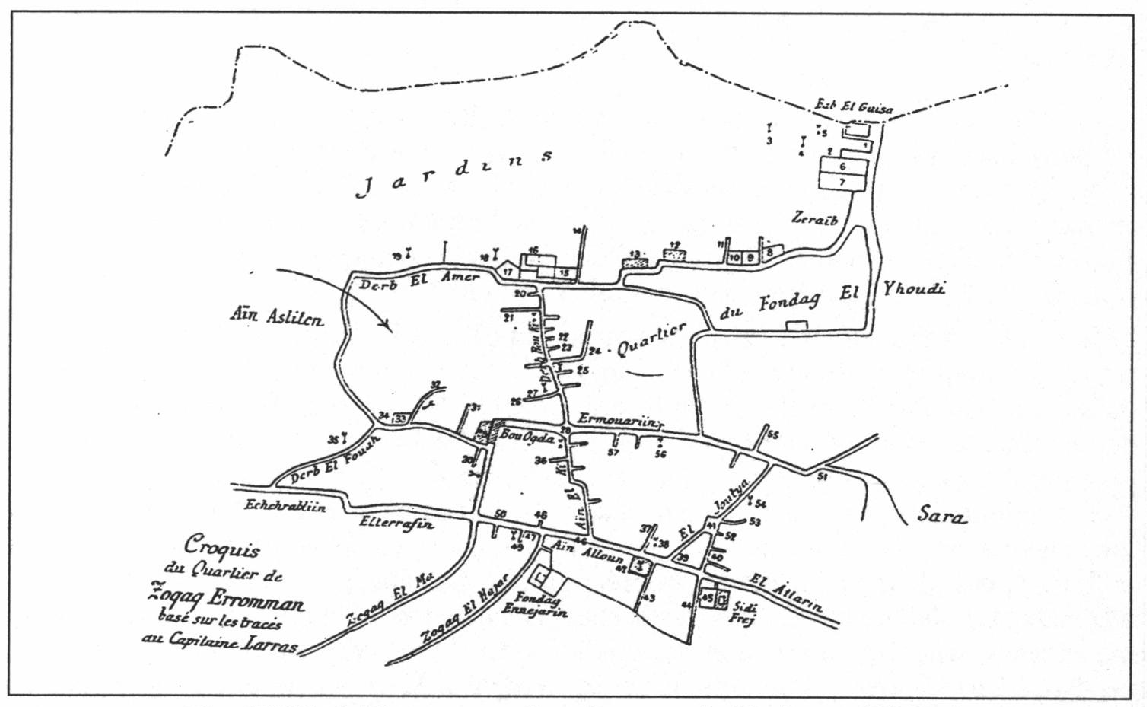
خريطة باللغة الفرنسية لمدينة فاس عام 1906، وتُظهر موقع مارستان سيدي فرج (يمين أسفل الخريطة)

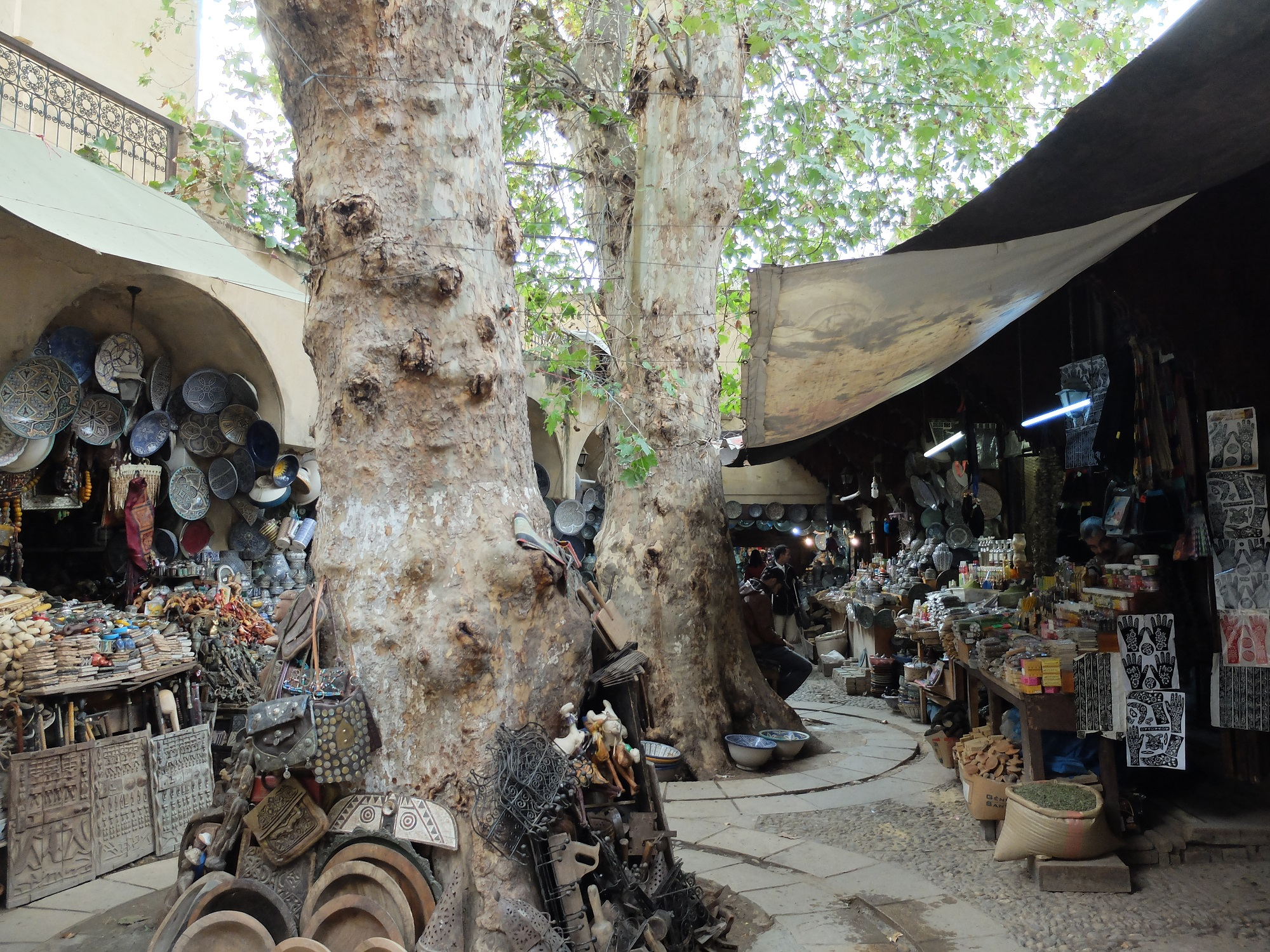
سوق الحناء بالقرب من مارستان سيدي فرج عام 2014

يقعُ مارستان سيدي فرج في المغرب في مركز مدينة فاس القديمة (فاس البالي) بين شارع الطالعة الكبيرة وضريح مولاي إدريس وبالقرب من ساحة النجارين، ويأتي موقعه أيضًا بين سوق العطارين وسوق الحناء الذي يفصل بينهما بابٌ يسمى باب الفرج. كما يقع على بعد مئة مترٍ عن جامعة القرويين. يفتحُ مبنى المارستان على ساحةٍ عامةٍ صغيرة في الجانب الغربي، تتميز بأشجارٍ في وسطها، وكانت تُعرف تاريخيًا باسم سوق الحناء.
أنشئ مارستانٌ جديد عام 1949، وذلك بعد تدمر مارستان سيدي فرج عام 1944، ويُعرف المارستان الجديد باسم «مارستان سيدي فرج الجديد» ويقعُ بالقرب من باب الخوخة في فاس البالي. كما أُعيد بناء موقع المارستان الأصلي ليُصبح مبنىً على طراز خانٍ أو قيساريةٍ.

## التسمية
ذكر الْجَوْهَري في الصِّحاح أنَّ كلمة مَارِسْتَان مختصرةٌ عن بيمارِسْتان، حيثُ حذف أولها للتخفيف، وهي كلمةٌ فارسيةٌ مُركبة من كلمتين (بيمار) وتعني مريض أو عليل و (ستان) وتعني دار أو بيت، فهي إذًا «دارُ المرضى».:8 كانت كلمة بيمارستان تُعبر عن المُستشفيات في العصر الإسلامي، وكانت البيمارستانات مستشفياتٍ عامةً تتضمنُ أربعة تخصصاتٍ: الطبُ الباطني وطِبُّ العُيون وطِبُّ الرُّضوح والطِبُّ النَّفْسِيّ، ثم اقتصر عملها تدريجيًا مع مرور الزمن على التعامل مع المرضى النفسيين فقط. استمر استعمال مُصطلح بيمارستان حتى إنشاء مستشفى أبو زعبل في القاهرة، حيثُ يُعتبر أول مستشفىً أنشئ على النظام الحديث عام 1825م.:7
هُناك اختلافٌ حول أصل تسمية سيدي فرج، فتذكرُ بعضُ المصادر أنهُ سُمي نسبةً إلى بابٍ يسمى بابُ الفرج يقعُ بجوار موقع المارستان. في حين أنَّ مصادر أُخرى تذكرُ أنَّ المرضى كانوا يجدون في المارستان ما يُفرج كربهم،:184 لذلك سموهُ باب الفرج، وحَرَفَ العامةُ الاسم مع مرور الزمن فأصبح يُسمى سيدي فرج. تنسبُ بعضُ المصادر الاسم إلى وليٍ يُسمى سيدي فرج، ولكنَّ مصادر أُخرى تؤكدُ أنهُ ليس هناك أي قبرٍ لوليٍ في بناية المارستان،:184 وأنَّ الحقائق التاريخية تذكرُ أنَّ اسم سيدي فرج مرتبطٌ بواحدٍ من مدراء المارستان يُسمى الطبيب فرج الخَزرجي، والذي كان قد استقدمه أبو عِنان المريني من الأندلس لتحسين المارستان، لذلك سُميَّ أيضًا مارستان فرج،:185 أو مارستان سيدي فرج الخزرجي الأنصاري الغرناطي.
تُشير إليه بعض المصادر باسم مارستان فاس؛ وذلك باعتباره أقدم وأشهر وأهم مارستانٍ في فاس.

## التاريخ
يُنظر إلى الخليفة الأموي الوليد بن عبد الملك أول من قام بإنشاء بيمارستانٍ في تاريخ المسلمين، وكان ذلك في عام 707م بدمشق. أما على مستوى المغرب، فيُعتبر بيمارِستان مدينة مَرَّاكش أولَ بيمارستانٍ تأسس في المغرب في القرن السادس الهجري المُوافق لِلقرن الثاني عشر الميلادي، وكان ذلك إبانَّ حُكم ثالث خُلفاء الدَّوْلَة الموحديَّة السُلطان أبو يوسف يعقوب المنصور (حكَم في الفترة ما بين 1184م حتى وفاته في مراكش عام 1199م)،:182 وتُشير بعض المصادر أنَّ ابن رشد كان قد عمل فيه لبعض الوقت.:72 اهتم سلاطين الدولة المرينية بنشرِ العُلوم وتجميل المُدن، وكان من ضمنها أن بنى السُلطان أبو يعقوب يوسف الناصر (حكَم في الفترة ما بين 1286م حتى وفاته في المنصورة عام 1307م) مارستانًا في مدينة فاس عام 685 هجريًا المُوافق 1286 ميلاديًا، والذي عُرف فيما بعد باسم «مارستان فاس» أو «مارستان سيدي فرج».
اعتمدتُ المواردُ المالية لمارستان سيدي فرج على عائدات أراضي الأَحْباسِ(1) ومُساهمات الدولة والعطاءات والهِبَات والصدقات التي يُقدمها المحسنون، حيثُ استخدمت هذه الموارد في عمليةٍ بناء المارستان وصيانته والحفاظ عليه.:73 بُنيَ المارستان على الطراز المعماري المريني المُستوحى من العمارة الأندلسية، وكان المارستان يتكون من طابقين، طابقٍ أرضيٍ يحتوي على 18 غرفةٍ صغيرة مخصصةٍ للمرضى الذُكور، وطابقٍ علويٍ يضمُ 22 غرفةً مخصصةً للمرضى الإناث (تذكرُ بعض المصادر أنَّ الطابق العلوي كان يُضم 12 غرفةً للمرضى للإناث)، كما ضمَّ المارستانُ حديقةً يتوسطها شجرتان معمرتان، حيثُ كان المرضى يتنزهون بها، واستُعملت في إقامة الحفلات الموسيقية الأندلسية الأسبوعية. كان المارستان يضمُ بداخله مسجدًا، ثم يُحيط بالجميع جدارٌ أبيضٌ ذو بابٍ حديديٍ عالٍ كان لا يفتح إلا قليلًا.:185

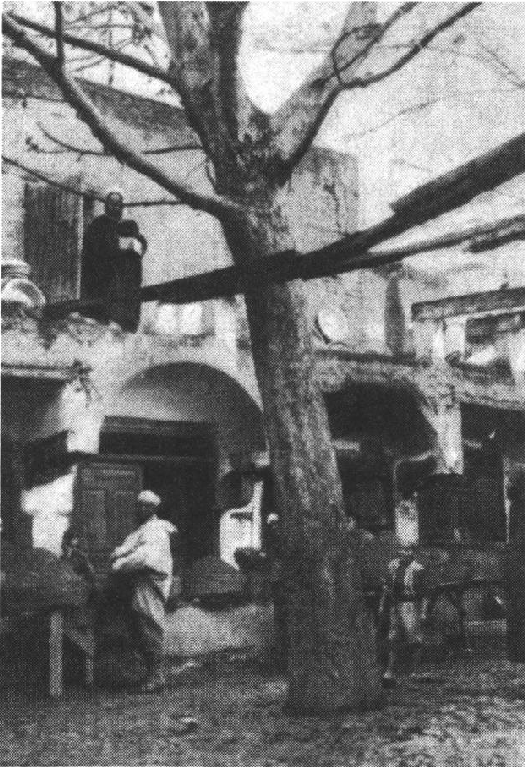
سوق الحنا في فاس عام 1911 بالقرب من مارستان سيدي فرج

أُعيد ترميمُ المارستان في عهد السُلطان أبي الحسن المريني (حكَم في الفترة ما بين 1331م حتى تنازله عن المُلك لابنه في عام 1348م). كما أدخل عليه السلطانُ أبو عِنان المريني (حكَم في الفترة ما بين 1348م حتى قتلهُ وزيرهُ في عام 1358م) تحسيناتٍ عديدة. كان يُشرف على تنظيم المارستان ناظرٌ يساعده كاتبٌ ويتولى ناظر الأَحْباسِ مهمة مراقبة صرف الأموال، كما كان المارستان يضمُ أطباء ومُساعدين وحُراس وطباخين وفقيهًا واحدًا. يُعرف من هؤلاء الموظفين اثنان من نُظَّار المارستان خلال العصر المريني، أبو فارس عبد العزيز بن محمد القروي (تُوفي سنة 750هـ المُوافق 1350م)، ومحمد بن قاسم بن أبي بكر القرشي المالقي (وُلد سنة 703 هـ المُوافق 1303م - تُوفي سنة 757هـ المُوافق 1356م)(2) الذي كان ناظرًا للمارستان في ربيع الآخر 754هـ المُوافق أيار (مايو) 1353م.
يُعرف أيضًا أنَّ الحسن الوزان (ليون الإفريقي) صاحب كتاب وصف أفريقيا كان قد عمل كاتبًا (أو عدلًا(3)) لمدة عامين في المارستان وكان ذلك قبل بلوغه الخامسة عشرة من عمره في بداية القرن السادس عشر الميلادي، حيثُ كان يوثق ما يدخل ويخرج إلى المارستان من مرضى ومعداتٍ وطعام، وبمرتبٍ شهريٍ مقداره ثلاثة دنانير.
تبعدُ جامعة القرويين قرابة مئة مترٍ عن مارستان سيدي فرج، وكانت قد لعبت دورًا هامًا في تخريج مُتخصصين ماهرين في الطب كانوا قد عملوا في مارستان سيدي فرج، ومنهم محمد بن قاسم القرشي. في عام 900هـ اتخذُ بعض أهل الأندلس من المُسلمين إقامتهم في فاس، فتولى طبيبٌ من بني الأحمر يُسمى فرج الخَزرجي إدارة المارستان؛ لذلك سُمي «مارستان فرج»، وتذكر مصادر أنَّ السلطانُ أبو عِنان المريني هو من استقدم فرج الخَزرجي من الأندلس لتحسين المارستان. عمل فرج الخَزرجي على إصلاح المارستان وتحسينه، كما ضمَّ فرقةً موسيقية إلى طاقم عمل المارستان، حيثُ كانت الفرقة تُلحن الموسيقى أمام المرضى مرةً أو مرتين أسبوعيًا،:185 خاصةً في يوم الجُمعة.
يُوجد بالقرب من مارستان سيدي فرج سقايةٌ تُعرف باسم «سقاية سوق العطارين»، وكانت قد أُنشئت في عهد آخر سلاطين الدولة المرينية عبد الحق الثاني المريني (حكَم في الفترة ما بين 1420م حتى مقتله في عام 1465م)، حيثُ أشرف على بنائِها وزيره أبو زكرياء يحيى الوطاسي، وكان قد تفجر ماؤها في بداية جمادى الأولى 840هـ المُوافق كانون الأول (ديسمبر) 1436م، ثم تلاشت هذه السقاية وجُددت عام 1090 هجريًا المُوافق 1680/1679 ميلاديًا.

## الأهمية
كان مارستان سيدي فرج لفترةٍ طويلةٍ معلمًا حضاريًا يعتز بها سكان فاس، فمن المستحيل أن يزور زائرٌ المدينة دون العلم بوجوده. كانت تُمارس تخصصاتٌ طبيةٌ مُتعددةٌ في مارستان سيدي فرج، وتتضمنُ: طِبُّ العُيون والطِبُّ النَّفْسِيّ والجبَارَة (تَجْبيرُ العِظَام) والطب البيطري وغيرها، مما يعكس حالة الطب المتقدمة نسبيًا في العالم الإسلامي في ذلك الوقت. يُعتبر مارستان سيدي فرج أقدم وأشهر وأهم مارستانٍ في فاس، وكان واحدًا من أشهر وأهم المارستانات في المغرب، حيثُ زارهُ عددٌ من كبار علماء الطب في ذلك الوقت.

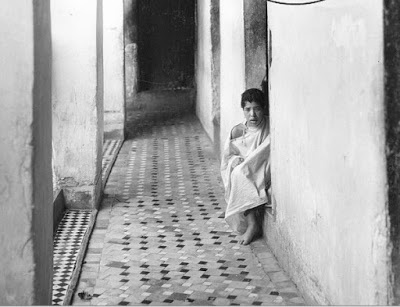
مريضٌ في مارستان سيدي فرج، وربما يكون مريضًا نفسيًا

اقتصر عمل مارستان سيدي فرج تدريجيًا منذ القرن الخامس عشر الميلادي على التعامل مع المرضى النفسيين فقط، فأصبح متخصصًا بالأمراض النفسية والعقلية، وكان العلاج يعتمدُ على نوباتٍ موسيقيةٍ أندلسية تُقدمها الفرقة الموسيقية التي ضمها فرج الخَزرجي إلى طاقم المارستان، حيثُ كان المرضى النفسيين يُعالجون في جميع مارستانات العالم الإسلامي بالموسيقى والروائح والمياه وغيرها من وسائل التهدئة. وذكر الكانوني في كتابه «تاريخ الطب العربي المغرب» أنَّ أعضاء الفرقة الموسيقية كانوا: «يحضروا في كل أسبوع مرةٍ أو مرتين لأن ذلك يفيد في انشراح الصدور إنعاش الروح فتقوى ضربات القلب وتعود الأعضاء الجسمية إلى تأدية وظائفها». كان المارستان حريصًا أيضًا على راحة المرضى، حيثُ بلغت شدة حرصهم بأنهم كانوا يُعدون للمريض ثيابًا لليل وأُخرى للنهار. شكلَّ مارستان سيدي فرج ملتقىً للمهتمين بالطب النفسي في العالم عمومًا والمغرب خصوصًا، كما يُعد واحدًا من أقدم مستشفيات الأمراض النفسية في العالم، وقد يكون أول نموذجٍ لمستشفىً للأمراض النفسية في العالم.
ربما لعب مارستان سيدي فرج دورًا في تأسيس مؤسساتٍ مماثلة في أماكن أخرى في المغرب العربي وقشتالة، حيثُ يُرجح أنَّ الأب جيلبير جوفر عندما جاء إلى مدينة فاس من أجل استرداد الأسرى في الحرب المسيحية كان قد استفاد من هذا المارستان، مما حفزه عند عودته إلى إنشاء جمعيةٍ أسست أول ملجأ للمرضى العقليين في بلنسية عام 1410 ميلادي، مما يعتبر مثالًا بارزًا على نقل العلم والمعرفة من العالم الإسلامي إلى أوروبا.
كان لمارستان سيدي فرج دورٌ اجتماعيٌ أيضًا، حيثُ كان المسؤولون يقومون بتوزيع الملابس والأكل على العجزة والفقراء والمحتاجين. وكان يُنفق أيضًا على غسل وتكفين الغُرباء والفقراء من الموتى، مع ضمان جنازةٍ لائقةٍ لهم. كما كان المارستان مقرًا رئيسيًا لمُنادي البلدة، والذين كانوا أيضًا يديرون مكتبًا للمفقودات.:258–59 ضمَّ مارستان سيدي فرج أيضًا المكتب الرسمي ومحكمة المحتسب (وهو قاضٍ مسؤولٌ عن النظام العام)، وكان مكتبه موجودًا منذُ بداية القرن العشرين الميلادي على أقل تقدير.:213 تذكرُ بعضُ المصادر الأخرى أنَّ المكتب كان موجودًا في الساحة الصغيرة لسوق الحناء يمين مدخل مارستان سيدي فرج.

### علاج اللقالق
كان لمارستان سيدي فرج وظيفةٌ غريبةٌ تتمثل في العمل مستشفىً وملجأً لطير اللقلق، حيثُ ذُكر أنَّ حديقة المارستان قد استعملت لعلاج اللقالق، فكان كل من أتى بلقلقٍ جريحٍ أو مصابٍ وعالجه ينال مكافأةً على ذلك، كما كانت تُدفن اللقالق الميتة هُناك. تذكُر بعض المصادر أنَّ طير الكرايك كان يُعالج أيضًا في مارستان سيدي فرج، وكان يُنفقُ على هذا العمل الخيري من هباتِ وتبرعات أفراد مختلفين طوال السنين.
تُسرد حكايةٌ شعبيةٌ غير موثوقةٍ حول سبب تخصيص حديقة المارستان لعلاج اللقالق، وهي أنَّ لقلقًا كان قد حط يومًا على ضريح المولى إدريس، وكان يحمل بمنقاره حلية ذهبيةً مرصعةً بالأحجار الكريمة، والتي بيعت وشُيد مارستان سيدي فرج بثمنها.

## الانهيار
كان مارستان سيدي فرج يضمُّ تخصصاتٍ طبيةٍ مُختلفة، ولكن منذ القرن التاسع الهجري المُوافق لِلقرن الخامس عشر الميلادي تقلص حجم المارستان ليضم حجراتٍ صغيرةٍ واقتصر عمله على التعامل مع المرضى النفسيين فقط، حيثُ كانت المغرب تدخلُ في حالةٍ من الانحطاط والجمود. فقد قام السُلطان المريني أبو سعيد عثمان (حكَم في الفترة ما بين 1398م حتى قتله في عام 1420م) باستلاف أوقاف المارستان ورهن ممتلكاته وبيعها من أجل تجهيز الجيش ونفقات الحروب، ولكنه مات قبل أن يُعيد ما استلفه، مما أدى إلى تدهور حالة المارستان. حسب إحدى الروايات، فإنَّ السُلطان أبو سعيد عثمان كان قد طلب إصدار فتوىً تُجيز له اقتراض أوقاف مارستان سيدي فرج وغيره من مارستانات فاس لتغطية نفقات الحرب وإدارة باقي شؤون الدولة، وذلك اعتبارًا بأنَّ مُعظم هذه الأوقاف تُعود لأجداده، وكانت هذه الفتوى قد لاقت مُعارضةً شديدةً داخل الأوساط الفاسية.
عمل الحسن الوزان (ليون الإفريقي) كاتبًا في المارستان لمدة عامين في أواخر القرن الخامس عشر وبداية القرن السادس عشر، وكان قد بينَّ في كتابته تدهور حالة المارستان في تلك الفترة، وأشار أنه «لا طبيبٌ فيه ولا علاج»، وذلك على الرغم من أنه كان يتوفر على «كل ما يحتاج إليه من كتاب وممرضين وحراس وطباخين وغيرهم ممن يهتمون بالمرضى، ويتقاضى كل واحد من هؤلاء المستخدمين أجرًا حسنًا»، كما وضح في كتاباته أنَّ خدمات المارستان قد انخفضت بالفعل، حيث كان وجود المرضى يقتصرُ غالبًا على غرفهم، ويتم تقييدهم، وأحيانًا يتعرضون للإساءة. ووفقًا له، فإن الانخفاض في الخدمات كان بسبب قيام السلاطين المتعاقبين بتحويل وتخصيص الأوقاف الخيرية (الحبوس) للمارستان لتحقيق أهدافهم الخاصة. ونتيجةً لذلك، يبدو أن المارستان في معظم تاريخه اللاحق، قد كان بشكل رئيسيٍ ملجأً يوفر المأوى والغذاء لفقراء المدينة والمرضى العقليين وغيرهم من الأفراد المنبوذين مجتمعيًا.
بحلول القرن التاسع عشر الميلادي، كان هذا التراجع واضحًا في معظم مارستانات العالم الإسلامي، وقد تفاقم الأمر بعد ذلك بسبب خضوعهم تحت الحكم الاستعماري. كانت إحدى الممارسات الأصلية لمستشفى سيدي فرج التي استمرت حتى القرن العشرين، هي الحفلات الموسيقية الأسبوعية للموسيقى الأندلسية التي تهدف إلى أن تكون بمثابة علاج موسيقيًا. ازدادت حالة المارستان سوءًا مع مرور الوقت، ووردت عدة شهاداتٍ لسالمون وميشو-بيلير عام 1906 والدكتور دو مازيل عام 1922،(4) حيثُ عبرت عن حالةٍ يرثى لها، حيث أصبح المرضى العقليون فيه يشبهون السجناء. كما ذكر لوتورونو: «والتفكير بالسجن، بالنسبة إلى فاس، يثير التفكير بالمستشفى "المارستان"».
تذكرُ أغلب المصادر أنَّ المارستان استمر في العمل بهذه الصفة حتى عام 1364 هجريًا المُوافق 1944 ميلاديًا (تذكرُ مصادرٌ أُخرى أنهُ استمر حتى عام 1943م)، حيثُ أُغلق بعد أن دمرته النيران وتهدم جزءٌ منه.

أصبحت حالة المارستان يُرثى لها، وأصبح المرضى يُشبهون السجناء
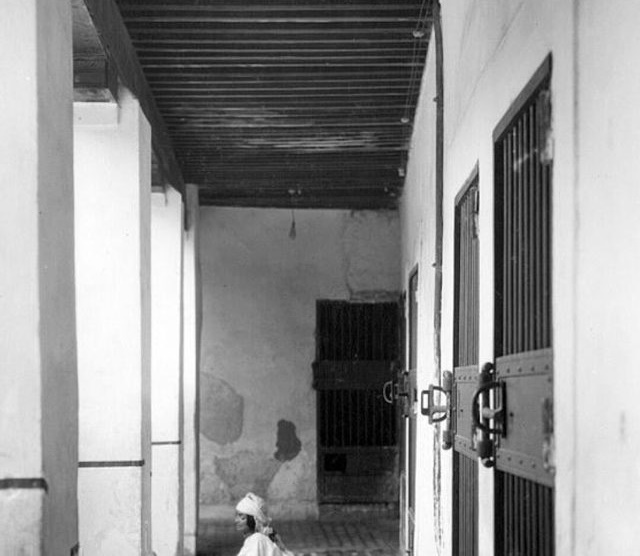
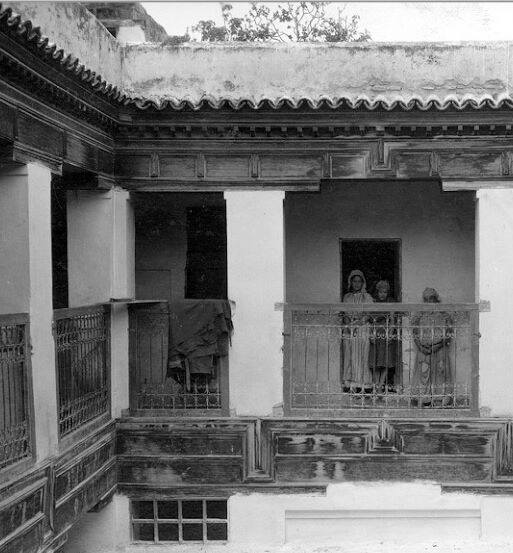
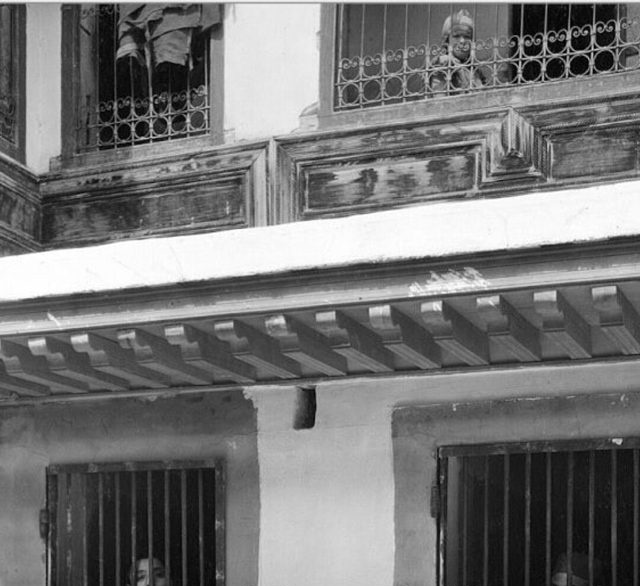
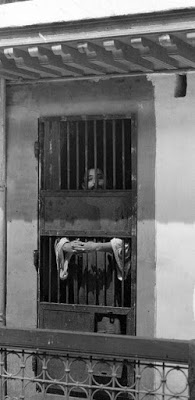

### الإحياء

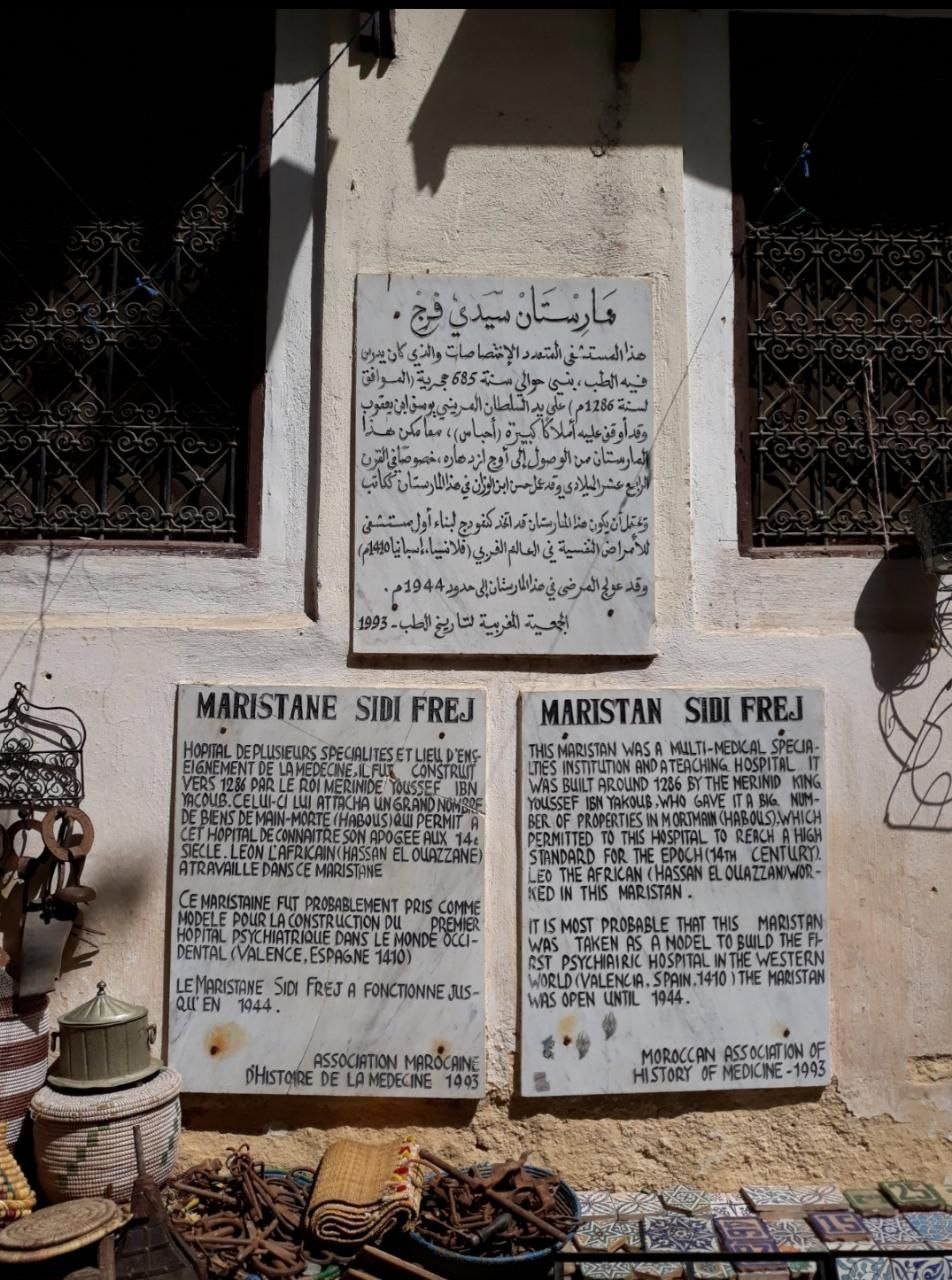
اللوحات التي وضعتها الجمعية المغربية لتاريخ الطب على باب المارستان في عام 1993 م

في عام 1951، أعادت السلطات الاستعمارية الفرنسية فتح مارستانٍ جديدٍ في موقع مختلف يهدف إلى أن يكون خلفًا لمارستان سيدي فرج ومصممٌ للعمل وفقًا للنظريات النفسية الغربية الحديثة. وربما كان الدافع وراء تدشينه هو محاولات جعل الحكم الاستعماري الذي واجه معارضةً شديدة، يبدو أكثر احترامًا للتقاليد والمؤسسات الإسلامية المحلية. تذكرُ المصادر أنهُ في عام 1949 أنشئ مارستان جديد بباب خوخة بفاس سُمي «مارستان سيدي فرج الجديد» ونقل إليه مرضى المارستان القديم. كما حولَّ مارستان سيدي فرج إلى الإدارة العمومية عام 1978 بعد أن أنشئ مستشفىً حديثًا للطب النفسي بفاس.
في الوقت نفسه كان قد أُعيد البناء ونُظم في موقع المارستان الأصلي ليُصبح مبنىً على طراز خانٍ أو قيساريةٍ مع الاحتفاظ بالمسجد، حيثُ أصبح يضم متاجر مختلفة تباع فيها الملابس والأثاث المنزلي حتى يومنا هذا، وتُستعمل غرف المارستان حاليًا في بيع الفخار والحناء. وضعت الجمعية المغربية لتاريخ الطب لوحةً على باب المارستان في عام 1993 م، ونصُها:
كانت هُناك مقترحاتٌ في عام 2018 لاستعادة مارستان سيدي فرج وتحويله مرة أخرى إلى مركز يقدم الخدمات الطبية.

موقع المارستان حاليًا
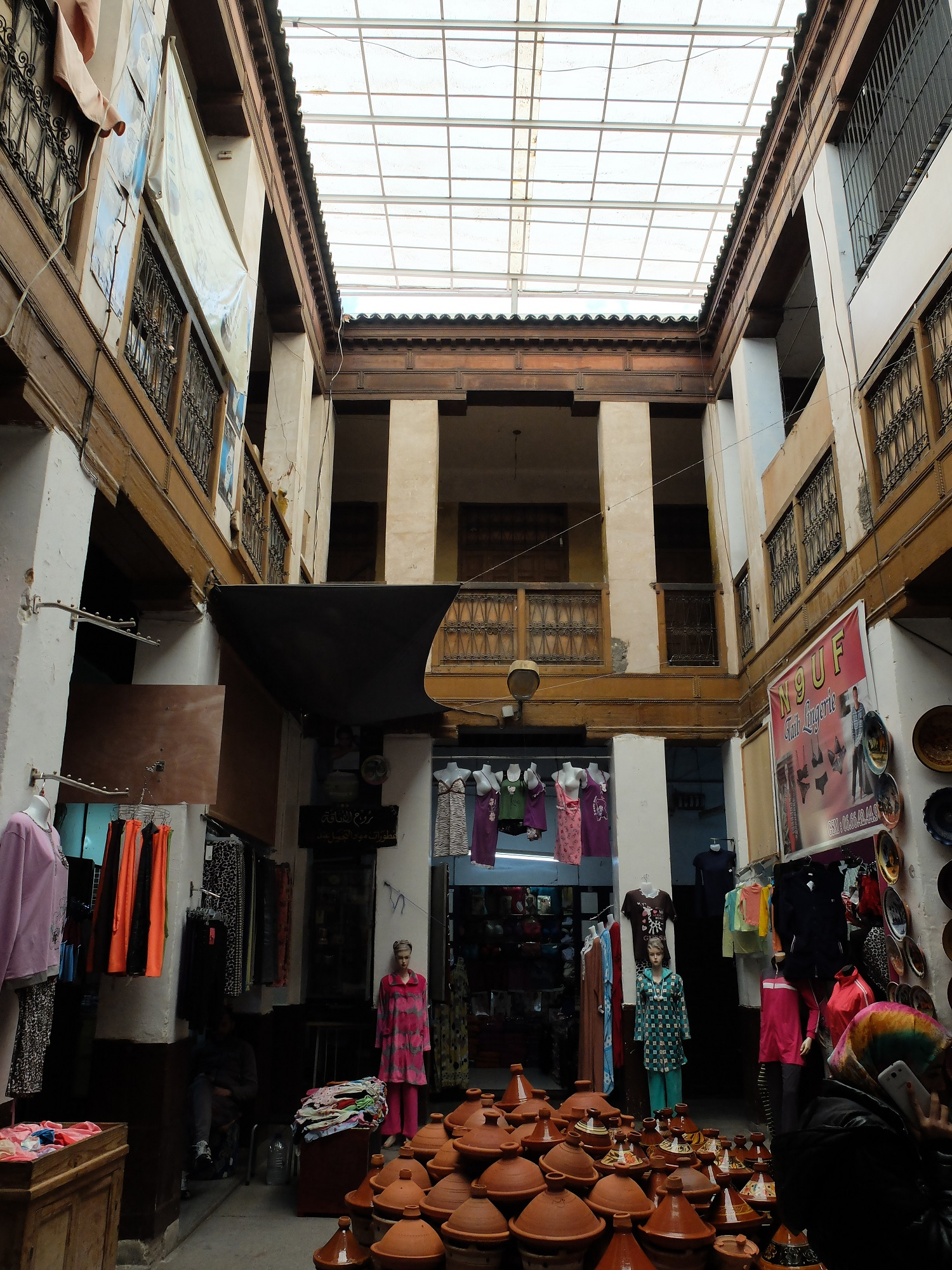
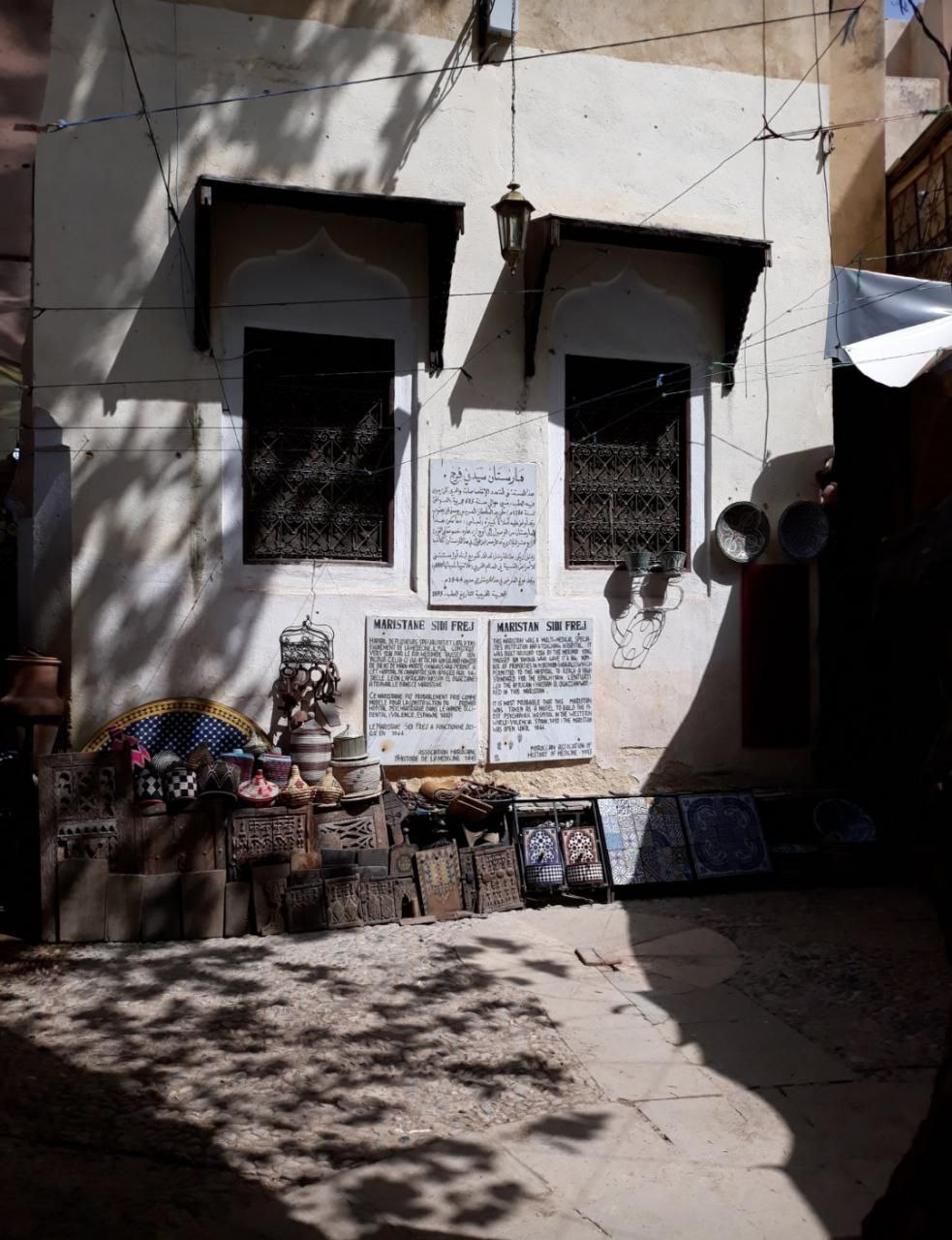
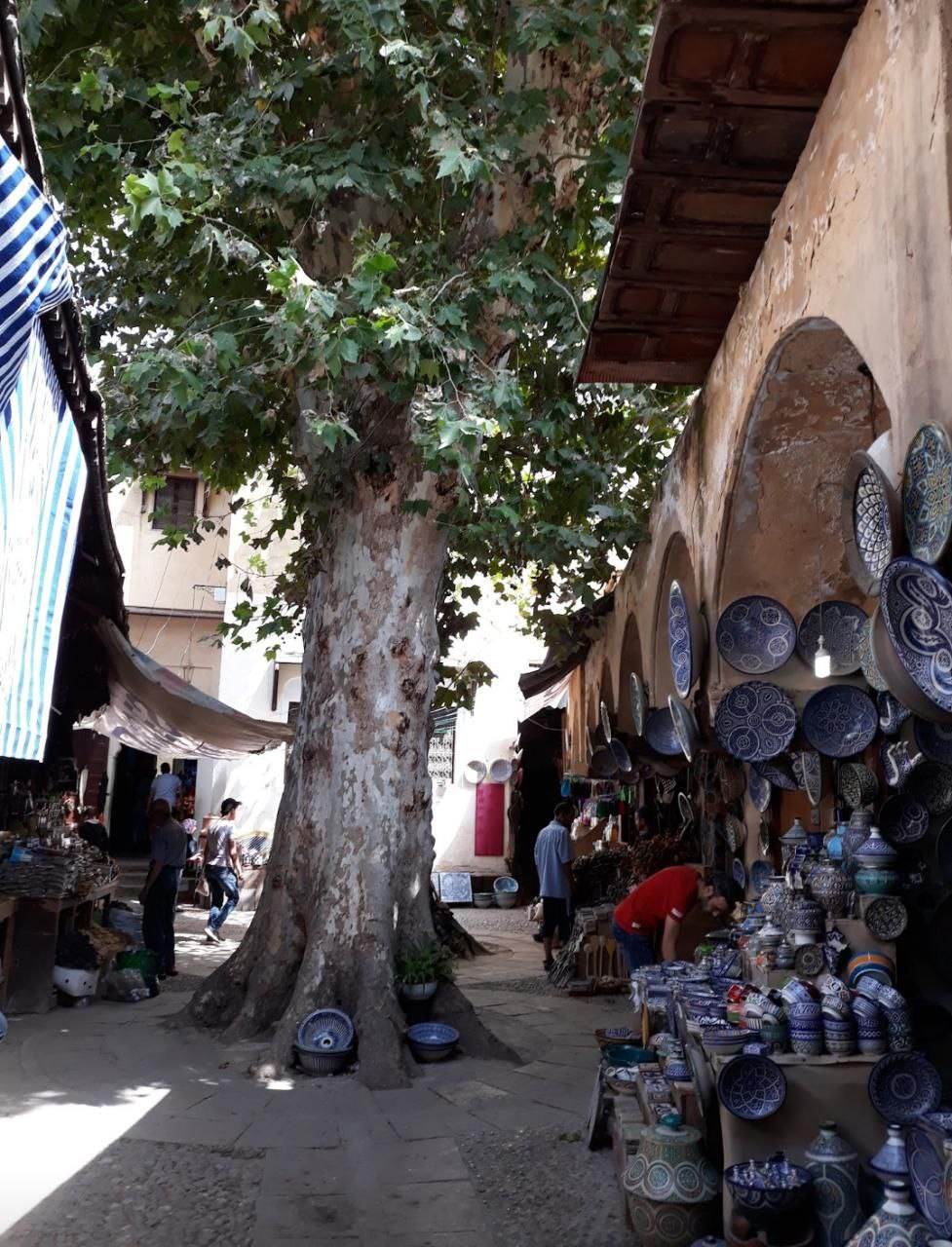
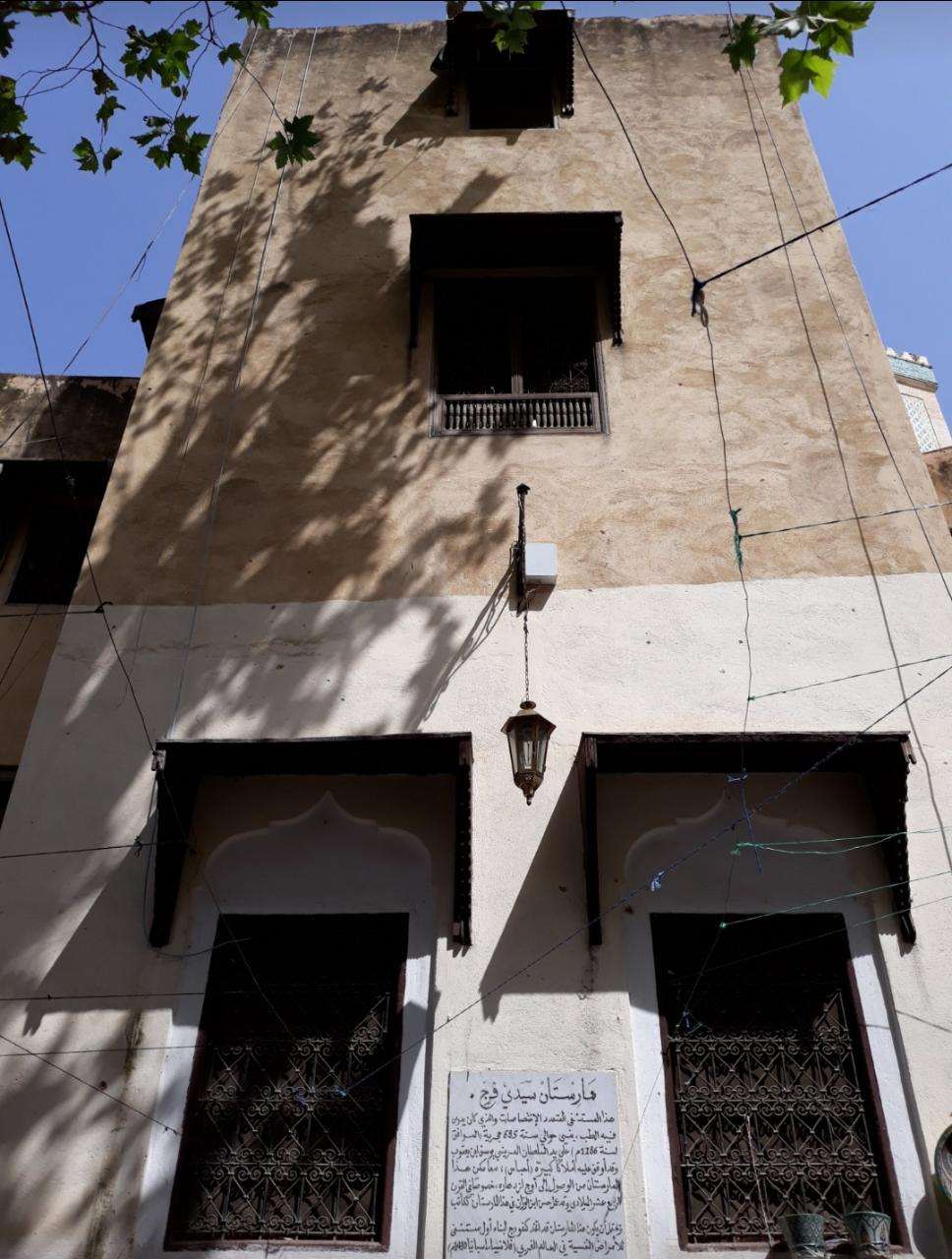

## الهوامش
- «1»: الحُبُس (الجمع: أَحْباس أو حُبوس)، يُقال أَملاكُ الأَحباسِ: أي أَملاكٌ مَوقوفَةٌ لِوَجْهِ اللَّه، وقد تكون أراضٍ أو دَكاكينُ أو دُور.[32]
- «2»: تذكرُ مصادرٌ أخرى أنَّ محمد بن قاسم القرشي المالقي كان ناظرًا لبيمارستان مراكش وليس مارستان فاس.[21][33]
- «3»: خُطة العدالة أو مهنة التوثيق العدلي ويُسمى من يعمل بها العدل أو كاتب العدل، هي من أقدم المهن في المغرب، وكانت قد حظيت بعنايةٍ كبيرةٍ ومكانةٍ رفيعةٍ في الفقه الإسلامي، خاصةً في المغرب والأندلس. تهدف إلى توثيق وتدوين الحقوق والمعاملات بصورةٍ يصح الاحتجاج بها.[34][35]
- «4»: سالمون (بالإنجليزية: Salmon)‏، وميشو-بيلير (بالفرنسية: Michaux-Bellaire)‏، والدكتور دو مازيل (بالفرنسية: Dr de Mazel)‏.

### باللغة العربيَّة
1. 1 2 3 4 5 6 7 8 9 10  الجمعية المغربية للتأليف والترجمة والنشر (1410هـ - 1989م). مَعْلَمَةُ المغَرب (ط. الأولى). سلا - المغرب: مطابع سلا. ص. 6444 - 6445. ISBN:9789981030008. مؤرشف من الأصل في 28 أبريل 2016. اطلع عليه بتاريخ 5 أيار (مايو) 2020م. {{استشهاد بكتاب}}: تحقق من التاريخ في: |تاريخ الوصول= و|سنة= (مساعدة)
2. 1 2 3 4  علاوي الشاهري، مزاحم (2015م). الحضارة العربية الإسلامية في المغرب (العصر المريني). عمّان - الأردن: مركز الكتاب الأكاديمي. ص. 238. ISBN:9789957350376. مؤرشف من الأصل في 2020-05-25. اطلع عليه بتاريخ 18 أيار (مايو) 2020م. {{استشهاد بكتاب}}: تحقق من التاريخ في: |تاريخ الوصول= و|سنة= (مساعدة)
3. 1 2  بنعبد الله، عبد العزيز (2001م). فاس منبع الإشعاع في القارة الإفريقية. الرباط - المغرب: المطبعة الملكية. ص. 653/718. مؤرشف من الأصل في 25 أيار (مايو) 2020م. اطلع عليه بتاريخ 25 أيار (مايو) 2020م. {{استشهاد بكتاب}}: تحقق من التاريخ في: |تاريخ الوصول=، |سنة=، و|تاريخ أرشيف= (مساعدة)
4. 1 2  مجموعةٌ من المؤلفين (1979م). "غير معروف". الفيصل (إلكترونية). الرياض - السعودية: مركز الملك فيصل للبحوث والدراسات الإسلامية. مؤرشف من الأصل في 25 أيار (مايو) 2020م. اطلع عليه بتاريخ 25 أيار (مايو) 2020م. {{استشهاد بمجلة}}: تحقق من التاريخ في: |تاريخ الوصول=، |تاريخ=، و|تاريخ أرشيف= (مساعدة)
5. 1 2 3  سويطط، فاطمة (4 مايو 2020م). "الوقف والرعاية الصحية بالمغرب". منار الإسلام. مؤرشف من الأصل في 18 أيار (مايو) 2020م. اطلع عليه بتاريخ 18 أيار (مايو) 2020م. {{استشهاد ويب}}: تحقق من التاريخ في: |تاريخ الوصول=، |تاريخ=، و|تاريخ أرشيف= (مساعدة)
6. ↑  البعَلبكي، رُوحي (1415هـ - 1995م). المورد (ط. السابعة). بيروت - لبنان: دار العلم للملايين. ص. 936. ISBN:9789953631080. مؤرشف من الأصل في 25 مايو 2020. اطلع عليه بتاريخ 5 أيار (مايو) 2020م. {{استشهاد بكتاب}}: تحقق من التاريخ في: |تاريخ الوصول= و|سنة= (مساعدة)
7. 1 2 3 4  الحلوي، يوسف (8 يناير 2013م). "هكذا تحولت «مارستانات» المغرب إلى «قدوة» لمستشفيات العالم". مغرس. مؤرشف من الأصل في 18 أيار (مايو) 2020م. اطلع عليه بتاريخ 18 أيار (مايو) 2020م. {{استشهاد ويب}}: تحقق من التاريخ في: |تاريخ الوصول=، |تاريخ=، و|تاريخ أرشيف= (مساعدة)
8. 1 2 3 4 5 6 7 8  عِيسَى بك، أَحْمَد (2012م) [1938م]. تاريخ البيمارستانات في الإسلام. القاهرة - مصر: مؤسسة هنداوي للتعليم والثقافة. ISBN:9789775171900. مؤرشف من الأصل في 25 مايو 2020. اطلع عليه بتاريخ 5 أيار (مايو) 2020م. {{استشهاد بكتاب}}: تحقق من التاريخ في: |تاريخ الوصول= و|سنة= (مساعدة)
9. 1 2  الأتاسي، مُحمد إبراهيم (2014م). مِن تاريخ طب النَّفس والأعصَّاب عِند العَرب والمُسلمين (إلى أمَّةٍ تهافتت على قَهرها الأمم) (ط. الأولى). بيروت - لبنان: دار الكتب العلمية. ص. 9 - 55. ISBN:9782745183576. مؤرشف من الأصل في 2020-05-25. اطلع عليه بتاريخ 17 أيار (مايو) 2020م. {{استشهاد بكتاب}}: تحقق من التاريخ في: |تاريخ الوصول= و|سنة= (مساعدة)
10. 1 2 3 4  مؤلف مجهول (2018م). "مارستان سيدي فرج". في ظلال الحضارة الإسلامية. مؤرشف من الأصل في 5 أيار (مايو) 2020م. اطلع عليه بتاريخ 5 أيار (مايو) 2020م. {{استشهاد ويب}}: تحقق من التاريخ في: |تاريخ الوصول=، |تاريخ=، و|تاريخ أرشيف= (مساعدة)
11. 1 2 3 4 5  الكويرتي، رشيد (24 ربيع الأول 1440 هـ - 2 ديسمبر 2018م). ""مارستان سيدي فرج" في فاس .. التجارة تهزم التداوي بالموسيقى". هسبريس. مؤرشف من الأصل في 5 أيار (مايو) 2020م. اطلع عليه بتاريخ 5 أيار (مايو) 2020م. {{استشهاد ويب}}: تحقق من التاريخ في: |تاريخ الوصول=، |تاريخ=، و|تاريخ أرشيف= (مساعدة)
12. 1 2  الأنصاري، محمد. "بيمارستان "سيدي فرج الخزرجي الانصاري" بفاس يعتبر أول مستشفى لعلاج الأمراض النفسية في العالم وأول مركز لتكوين أطباء في علم النفس في العالم". بوابة الأنصار العالمية. مؤرشف من الأصل في 18 أيار (مايو) 2020م. اطلع عليه بتاريخ 18 أيار (مايو) 2020م. {{استشهاد ويب}}: تحقق من التاريخ في: |تاريخ الوصول= و|تاريخ أرشيف= (مساعدة)
13. 1 2  ابن بطوطة (1417هـ - 1997م). تحفة النظار في غرائب الأمصار وعجائب الأسفار. الرباط - المغرب: أكاديمية المملكة المغربية. ج. الرابع. ص. 200. ISBN:9784582806144. مؤرشف من الأصل في 21 يناير 2021. اطلع عليه بتاريخ 25 أيار (مايو) 2020م. {{استشهاد بكتاب}}: تحقق من التاريخ في: |تاريخ الوصول= و|سنة= (مساعدة)صيانة الاستشهاد: BOT: original URL status unknown (link)
14. 1 2  أسليم، محمد (10 أكتوبر 2007م). "خَطـوات الطـِّبّ النفسي الأولـى بالمغرب". أنفاس. مؤرشف من الأصل في 18 أيار (مايو) 2020م. اطلع عليه بتاريخ 18 أيار (مايو) 2020م. {{استشهاد ويب}}: تحقق من التاريخ في: |تاريخ الوصول=، |تاريخ=، و|تاريخ أرشيف= (مساعدة)
15. ↑  بنجلون، البشير (ذو الحجة 1433 هـ - أكتوبر 2012م). "تاريخ البيمارستانات في المغرب" (PDF). المجلة الصحية المغربية (إلكترونية). فاس - المغرب: الجمعية المغربية للتواصل الصحي. ع. 3. مؤرشف من الأصل (PDF) في 18 أيار (مايو) 2020م. اطلع عليه بتاريخ 18 أيار (مايو) 2020م. {{استشهاد بمجلة}}: تحقق من التاريخ في: |تاريخ الوصول=، |تاريخ=، و|تاريخ أرشيف= (مساعدة)
16. ↑  المقريزي، تقي الدين (1418 هـ) [1849م]. المواعظ والاعتبار بذكر الخطط والآثار (PDF). بيروت - لبنان: دار الكتب العلمية. ص. 267. مؤرشف من الأصل (PDF) في 25 مايو 2020. اطلع عليه بتاريخ 18 أيار (مايو) 2020م. {{استشهاد بكتاب}}: تحقق من التاريخ في: |تاريخ الوصول= و|سنة= (مساعدة)
17. ↑  السعيد، عبد الله عبد الرازق مسعود (1987م). المستشفيات الإسلامية من العصر النبوي إلى العصر العثماني. حولي - الكويت: دار الضياء للنشر والتوزيع. ص. 279. مؤرشف من الأصل في 2020-05-25. اطلع عليه بتاريخ 18 أيار (مايو) 2020م. {{استشهاد بكتاب}}: تحقق من التاريخ في: |تاريخ الوصول= (مساعدة)
18. ↑  برحيلة، نور الدين (7 يناير 2018م). "الفنان عبد الهادي بلخياط.. وزيرا للأوقاف". رأي اليوم. مؤرشف من الأصل في 18 أيار (مايو) 2020م. اطلع عليه بتاريخ 18 أيار (مايو) 2020م. {{استشهاد ويب}}: تحقق من التاريخ في: |تاريخ الوصول=، |تاريخ=، و|تاريخ أرشيف= (مساعدة)
19. 1 2 3 4 5 6  المنوني، محمد بن عبد الهادي (شوال-ذو القعدة 1403هـ المُوافق تموز (يوليو)-آب (أغسطس) 1983م). "دور الأوقاف المغربية في عصر بني مرين". دعوة الحق (إلكترونية). الرباط - المغرب: وزارة الأوقاف والشؤون الإسلامية المغربية. ع. 230. مؤرشف من الأصل في 18 أيار (مايو) 2020م. اطلع عليه بتاريخ 18 أيار (مايو) 2020م. {{استشهاد بمجلة}}: تحقق من التاريخ في: |تاريخ الوصول=، |تاريخ=، و|تاريخ أرشيف= (مساعدة)
20. 1 2  بنعلة، مصطفى (1428هـ - 2007م). تاريخ الأوقاف الإسلامية بالمغرب في عصر السعديين. الرباط - المغرب: وزارة الأوقاف والشؤون الإسلامية المغربية. ص. 220-221. ISBN:9789954051078. اطلع عليه بتاريخ 25 أيار (مايو) 2020م. {{استشهاد بكتاب}}: تحقق من التاريخ في: |تاريخ الوصول= و|سنة= (مساعدة)
21. 1 2  بن الخطيب، لسان الدين (2003م) [1901م]. الإحاطة في أخبار غرناطة (ط. الأولى). بيروت - لبنان: دار الكتب العلمية. ج. الثاني. ص. 366. مؤرشف من الأصل في 27 أيار (مايو) 2020م. اطلع عليه بتاريخ 27 أيار (مايو) 2020م. {{استشهاد بكتاب}}: تحقق من التاريخ في: |تاريخ الوصول=، |سنة=، و|تاريخ أرشيف= (مساعدة)
22. ↑  الزعبي، محمود عبد العزيز (2009م). المحكم في تاريخ الطب والصيدلة عند العرب. دبي - الإمارات: المنهل. ص. 848. ISBN:9796500040141. مؤرشف من الأصل في 25 أيار (مايو) 2020م. اطلع عليه بتاريخ 25 أيار (مايو) 2020م. {{استشهاد بكتاب}}: تحقق من التاريخ في: |تاريخ الوصول=، |سنة=، و|تاريخ أرشيف= (مساعدة)
23. ↑  ابن شقرون، محمد بن أحمد (1982م). مظاهر الثقافة المغربية: من القرن الثالث عشر إلى القرن الخامس عشر. الرباط - المغرب: مطبعة الرسالة. ص. 225. مؤرشف من الأصل في 2020-05-25. اطلع عليه بتاريخ 18 أيار (مايو) 2020م. {{استشهاد بكتاب}}: تحقق من التاريخ في: |تاريخ الوصول= و|سنة= (مساعدة)
24. ↑  شعبان، محمد. "كيف استخدم العرب الموسيقى في العلاج النفسي قديماً؟". الموسيقى العربية (إلكترونية). عمّان - الأردن: جامعة الدول العربية. مؤرشف من الأصل في 25 أيار (مايو) 2020م. اطلع عليه بتاريخ 25 أيار (مايو) 2020م. {{استشهاد بمجلة}}: تحقق من التاريخ في: |تاريخ الوصول= و|تاريخ أرشيف= (مساعدة)
25. ↑  الديوه جي، سعيد (1989م). الموجز في الطب الاسلامي. الكويت: مؤسسة الكويت للتقدم العلمي. ص. 68. مؤرشف من الأصل في 2020-05-25. اطلع عليه بتاريخ 18 أيار (مايو) 2020م. {{استشهاد بكتاب}}: تحقق من التاريخ في: |تاريخ الوصول= و|سنة= (مساعدة)
26. ↑  التباعي، جواد (11 يناير 2013م). "جولة في رحاب التراث المعماري لمدينة فاس العتيقة". الحوار المتمدن. مؤرشف من الأصل في 18 أيار (مايو) 2020م. اطلع عليه بتاريخ 18 أيار (مايو) 2020م. {{استشهاد ويب}}: تحقق من التاريخ في: |تاريخ الوصول=، |تاريخ=، و|تاريخ أرشيف= (مساعدة)
27. ↑  بلمقدم، رقية (1993م). أوقَاف مكنَاس في عَهد مَولاي إِسماعيل: 1082-1139 ه/1672-1727 م. المغرب: وزارة الأوقاف والشؤون الإسلامية المغربية. ص. 63. مؤرشف من الأصل في 2020-05-25. اطلع عليه بتاريخ 18 أيار (مايو) 2020م. {{استشهاد بكتاب}}: تحقق من التاريخ في: |تاريخ الوصول= و|سنة= (مساعدة)
28. 1 2  الودغيري، صفية (24 رجب 1433 هـ - 13 يونيو 2012م). "الوقف وأثره في تحقيق التنمية الاجتماعية". شبكة الألوكة. مؤرشف من الأصل في 18 أيار (مايو) 2020م. اطلع عليه بتاريخ 18 أيار (مايو) 2020م. {{استشهاد ويب}}: تحقق من التاريخ في: |تاريخ الوصول=، |تاريخ=، و|تاريخ أرشيف= (مساعدة)
29. ↑  مجموعةٌ من المؤلفين (1965). "غير معروف". البحث العلمي. الرباط - المغرب: المعهد الجامعي للبحث العلمي في جامعة محمد الخامس ع. 4–5: 250. ISSN:0258-395X. LCCN77642887. مؤرشف من الأصل في 18 أيار (مايو) 2020م. اطلع عليه بتاريخ 18 أيار (مايو) 2020م. {{استشهاد بدورية محكمة}}: تحقق من التاريخ في: |تاريخ الوصول= و|تاريخ أرشيف= (مساعدة)
30. ↑  المَنوني، مُحَمد (1996م). ورقات عن حضارة المرينيين (ط. الثالثة). الرباط - المغرب: جامعة محمد الخامس. ص. 141. ISBN:9981825697. مؤرشف من الأصل في 2020-05-25. اطلع عليه بتاريخ 18 أيار (مايو) 2020م. {{استشهاد بكتاب}}: تحقق من التاريخ في: |تاريخ الوصول= و|سنة= (مساعدة)
31. ↑  الزعيمي، دانية (19 فبراير 2019م). "هذه بعض من أهم البيمارستانات التي عرفها المغرب يوما ما…". مرايانا. مؤرشف من الأصل في 25 أيار (مايو) 2020م. اطلع عليه بتاريخ 25 أيار (مايو) 2020م. {{استشهاد ويب}}: تحقق من التاريخ في: |تاريخ الوصول=، |تاريخ=، و|تاريخ أرشيف= (مساعدة)
32. ↑  "تعريفُ ومعنى الحُبُس في معجم المعاني الجامع (معجم عربي عربي)". قاموس المعاني. مؤرشف من الأصل في 7 أيار (مايو) 2020م. اطلع عليه بتاريخ 7 أيار (مايو) 2020م. {{استشهاد ويب}}: تحقق من التاريخ في: |تاريخ الوصول= و|تاريخ أرشيف= (مساعدة)
33. ↑  الجبوري، كامل (2003م). مُعجم الشُّعراء - مِن العصر الجاهلي حتى سنة 2002م. بيروت - لبنان: دار الكتب العلمية. ج. الخامس. ص. 206. مؤرشف من الأصل في 27 أيار (مايو) 2020م. اطلع عليه بتاريخ 27 أيار (مايو) 2020م. {{استشهاد بكتاب}}: تحقق من التاريخ في: |تاريخ الوصول=، |سنة=، و|تاريخ أرشيف= (مساعدة)
34. ↑  وزارة العدل، المملكة المغربية (2 مارس 2006م). "القانون رقم 03-16 المتعلق بخطة العدالة". مؤرشف من الأصل في 25 أيار (مايو) 2020م. اطلع عليه بتاريخ 25 أيار (مايو) 2020م. {{استشهاد ويب}}: تحقق من التاريخ في: |تاريخ الوصول=، |تاريخ=، و|تاريخ أرشيف= (مساعدة)
35. ↑  زينون، عبد العالي (3 أغسطس 2017م). "في المغرب.. النساء في طريقهن إلى اقتحام مهنة كاتب العدل". ارفع صوتك. مؤرشف من الأصل في 25 أيار (مايو) 2020م. اطلع عليه بتاريخ 25 أيار (مايو) 2020م. {{استشهاد ويب}}: تحقق من التاريخ في: |تاريخ الوصول=، |تاريخ=، و|تاريخ أرشيف= (مساعدة)

### بِلُغاتٍ أجنبيَّة
1. 1 2 3 4 5 6 7 8 9  Kogelmann، Franz (2002). Sidi Fredj: A Case Study of a Religious Endowment in Morocco under the French Protectorate. Nordic Africa Institute. ص. 66 - 79. مؤرشف من الأصل في 25 مايو 2020. اطلع عليه بتاريخ 6 أيار (مايو) 2020م. {{استشهاد بكتاب}}: تحقق من التاريخ في: |تاريخ الوصول= و|سنة= (مساعدة)
2. 1 2 3  Parker، Richard (1981). A practical guide to Islamic Monuments in Morocco. Charlottesville, VA: The Baraka Press. ص. 135. مؤرشف من الأصل في 2020-05-25.
3. 1 2  "Fès: Une nouvelle vie pour le Maristane de Sidi Frej-De notre correspondant permanent, Youness SAAD ALAMI". L'Economiste (بالفرنسية). 26 Jul 2018. Archived from the original on 2020-03-20. Retrieved 2020-03-20.
4. 1 2 3 4  Le Tourneau، Roger (1949). Fès avant le protectorat: étude économique et sociale d'une ville de l'occident musulman. Casablanca: Société Marocaine de Librairie et d'Édition. ص. 256. مؤرشف من الأصل في 2020-05-25.
5. 1 2 3 4 5 6  Touri, Abdelaziz; Benaboud, Mhammad; Boujibar El-Khatib, Naïma; Lakhdar, Kamal; Mezzine, Mohamed (2010). Le Maroc Andalou: A la découverte d'un Art de Vivre (بالفرنسية) (الثاني ed.). Ministère des Affaires Culturelles du Royaume du Maroc & Museum With No Frontiers. ISBN:978-3902782311. Archived from the original on 2020-05-25.
6. 1 2 3 4 5 6 7 8 9  Moussaoui، Driss؛ Glick، Ira D. (2015). "The Maristan "Sidi Fredj" in Fez, Morocco". The American Journal of Psychiatry. 172 (9): 838–839. DOI:10.1176/appi.ajp.2015.15010051. مؤرشف من الأصل في 6 أيار (مايو) 2020م. {{استشهاد بدورية محكمة}}: تحقق من التاريخ في: |تاريخ أرشيف= (مساعدة)
7. ↑  Métalsi، Mohamed (2003). Fès: La ville essentielle. Paris: ACR Édition Internationale. ISBN:978-2867701528.
8. 1 2 3 4 5  Keller، Richard C. (2005). "Pinel in the Maghreb: Liberation, Confinement, and Psychiatric Reform in French North Africa". Bulletin of the History of Medicine. 79 (3): 459–499. DOI:10.1353/bhm.2005.0112. PMID:16184017.

## وصلات خارجية
- شريط حول مارستان سيدي فرج على يوتيوب
- تاريخ البيمارستانات في المغرب والأندلس على يوتيوب